# Јован од Крста
Свети Јован од Крста (шп. San Juan de la Cruz; Фонтиверос, 24. јун 1542 — Убеда, 14. децембар 1591) је био црквени научитељ, писац, католички мистик, редовник кармелићан и обновитељ кармелићанског реда. Поштује се као католички светитељ.
Рођен је у сиромашној шпанској фамилији. Од дјетињства, настојао је наћи посао, како би помогао у издржавању фамилије. Након много разних послова, успјех и задовољство налази у дворењу болесника у болници, у којој успут и студира хуманистичке науке код језуита од 1559. до 1563. године. У времену одабира животног позива, одлази у самостан Кармел и постаје понизним припадником реда. Предавао је библијске студије на универзитету Colegio de San Andrés у Саламанки.
Због слабе стеге и недовољне покоре убрзо је постао незадовољан животом у Кармелу и пожелио је отићи у картузијански самостан. Послије сусрета са светом Терезијом Авилском, одлучио је уз њену помоћ реформисати кармелски ред. Због оптужби да уноси раздор у ред девет мјесеци је провео у самостанској самици у Толеду, одакле је побјегао 15. августа 1578. године. Године 1580. папа Гргур XIII је потврдио реформу и одобрио оснивање реда босоногих кармелићана. Папа Бенедикт XIII је прогласио га светитељем 1726. године.
Његова књижевна дјела први пут су објављена 1618. године и сматра се једним од највећих шпанских пјесника. Његове пјесме Мркла ноћ душе и Духовне кантикле ради богате симболике и стила убрајају се у најбоље пјесме шпанске књижевности. Његово најпознатија дјело је Успон на гору Кармел.

## Живот

### Младост и образовање
Рођен је као Хуан де Јепес и Алварез у Фонтиверосу, Стара Кастиља, у преобраћеничкој породици (потомци јевреја преобраћених у католичанство) у Фонтиверосу, близу Авиле, граду са око 2.000 људи. Његов отац, Гонзало, био је рачуновођа за богате рођаке који су били трговци свилом. Године 1529. Гонзало се оженио Џоновом мајком, Каталином, која је била сироче ниже класе; породица га је одбацила и присилила да ради са својом женом као ткалац. Јованов отац је умро 1545. године, кад је Јован имао само око три године. Две године касније, Џонов старији брат, Луис, је умро, вероватно од последица неухрањености због сиромаштва на које је породица доведена. Као резултат тога, Џонова мајка Каталина одвела је Џона и његовог преживелог брата Франсиска, прво у Аревало, 1548. године, а затим 1551. у Медину дел Кампо, где је успела да нађе посао.
У Медини је Јован уписан у школу за 160 сиромашне деце, углавном сирочади, да би стекли основно образовање, углавном из хришћанске доктрине. Они су добијали су храну, одећу и смештај. Док је тамо студирао, изабран је да служи као олтарски дечак у оближњем манастиру монахиња Августинки. Док је одрастао, Јован је радио у болници и студирао хуманистичке науке у језуитској школи од 1559. до 1563. године. Исусовци су у то време била нова организација, коју је само неколико година раније основао Шпанац Свети Игњатије Лојола. Године 1563, ступио је у ред кармелићана, уз име Јован од светог Матије.
Следеће године, 1564. године, стекао је своју прву професију као кармелићанин и отпутовао на Универзитет у Саламанци, где је студирао теологију и филозофију. Тамо је упознао Фраја Луиса де Леона, који је предавао библијске студије (Егзегезу, хебрејски и арамејски) на универзитету.

### Придруживање реформи Терезе од Авиле
Јован је рукоположен за свештеника 1567. Потом је размишљао о приступању строгом картузијанском реду, који му се допао због праксе усамљене и тихе контемплације. Његово путовање од Саламанке до Медине дел Кампо, вероватно у септембру 1567. године имало је кључни значај за његово опредељење. У Медини је упознао утицајну кармелићанску монахињу Терезу од Авиле (у религији Терезу од Исуса). Она је боравила у Медини да би основала други од својих нових манастира. Одмах је разговарала с њим о својим реформационим пројектима за Ред: настојала је да обнови чистоту кармелићанског реда враћањем на поштовање његовог „примитивног правила“ из 1209. године, које је папа Евгеније IV ублажио 1432. године.
Према том правилу, већи део дана и ноћи требало је да буде подељен између рецитације литургијских часова, учења и богослужења, служења мисе и периода самоће. У случају фратара, време је требало потрошити на евангелизацију становништва око манастира. Требало је да постоји потпуно уздржавање од меса и дуг период поста од празника Воздвижења (14. септембра) до Васкрса. Требало је да буде дугих периода ћутања, посебно између Комплине и Приме. Требало је усвојити једноставније, односно грубље, краће навике. Постојала је и забрана ношења покривених ципела (такође раније ублажена 1432). То посебно поштовање разликовало је „дискалиране“, то јест, босоноге следбенике Терезе од традиционалних кармелићана, и они ће бити формално признати као посебан Ред босоногих кармелићана 1580.
Тереза је замолила Јована да одложи улазак у картузијански ред и да је прати. Пошто је последњу годину студирао у Саламанци, Јован је у августу 1568. отпутовао са Терезом из Медине у Ваљадолид, где је Тереза намеравала да оснује још један самостан. Након кратког вренама у Терезиној пратњи у Ваљадолиду, сазнавши више о новом облику кармелићанског живота, у октобру 1568. Јован је напустио Ваљадолид, у пратњи фратра Антонија де Хезуса де Хередија, да би основао нови самостан за кармелићанску браћу, први који је следио Терезине принципе. Они су добили на коришћење запуштену кућу у Дуруелу, која је била поклоњена Терези. Дана 28. новембра 1568. године, основан је манастир, а истог дана Јован је променио име у „Јован од Крста“.
Убрзо након тога, јуна 1570. године, фратари су установили да је кућа у Дуруелу премала, те су се преселили у оближњи град Мансера де Абајо, на пола пута између Авиле и Саламанке. Јован се преселио из прве заједнице да би у октобру 1570. основао нову заједницу у Пастрани, а затим и другу заједницу у Алкала де Хенарес, као кућу за академску обуку фратара. Године 1572, допутовао је у Авилу, на Терезин позив. Тамо је 1571. године постављена за настојницу манастира Оваплоћења. Јован је постао духовник и исповедник Терезе и осталих 130 тамошњих монахиња, као и за широк круг лаика у граду. Године 1574, Јован је пратио Терезу на оснивање нове верске заједнице у Сеговији, враћајући се у Авилу након што је тамо остао недељу дана. Осим тог једног путовања, Јован је изгледа остао у Авили између 1572. и 1577. године.